# Irene Hernández Velasco
Irene Hernández Velasco (Barcelona, 1969) es una periodista española. Estudió en el Colegio Estudio de Madrid y en 1985 comenzó a cursar la carrera de periodismo en la Universidad Complutense de Madrid, donde se licenció en Ciencias de la Información en 1990.

## Trayectoria profesional
En marzo de 1993 comenzó a trabajar para el periódico El Mundo como ayudante de corresponsal en Nueva York (Estados Unidos) y también como redactora freelance para El País en esa ciudad. Tras esta primera experiencia profesional, en 1995 se incorporó a la redacción del diario El Mundo en Madrid en la sección de sociedad.
En septiembre de 2000 inició su etapa de corresponsal de El Mundo en Londres (Reino Unido) hasta febrero de 2004, cuando fue enviada a Italia para encargarse de la corresponsalía en Roma y el Vaticano. Entre febrero y agosto de 2015 le fue encomendada la corresponsalía del periódico en París (Francia).
En julio de 2015, en medio de la crisis política en Grecia, entrevistó a Yanis Varoufakis, ministro griego de finanzas, algo que tuvo una gran repercusión internacional. Desde septiembre de 2015 es colaboradora del El Mundo y realiza diversidad de reportajes y entrevistas. Tarea que compagina con artículos para la edición en español de BBC World News y para la Guía Repsol, entre otras publicaciones. 
Además de realizar su oficio periodístico, es invitada de forma habitual a impartir conferencias y participar en presentaciones. Junto a Andrés Fernández Rubio, es la traductora al castellano del libro La vida de un periodista, que recoge las memorias de Benjamin Bradlee, quien fuera director del The Washington Post.
Hernández Velasco es mencionada en varias ocasiones en el libro El director, escrito por el periodista y exdirector de El Mundo, David Jiménez García.
En enero de 2023 abandonó el periódico El Mundo y fue nombrada jefa de la sección de Cultura de El Confidencial. Durante el cónclave que eligió al papa León XIV en mayo de 2025 fue enviada especial de El Confidencial a Roma y el Vaticano.